# Caesarius
Caesarius ist ein männlicher Vorname und ein humanistischer Familienname. 

## Namensträger
- Heiliger Caesarius von Terracina († 60 oder 110)
- Heiliger Caesarius von Nazianz († 368 oder 369)
- Caesarius (Stadtpräfekt Konstantinopels), Hofbeamter unter Valens, praefectus urbis Constantinopolitanae 365 n. Chr.
- Claudius Hermogenianus Caesarius, Stadtpräfekt Roms (praefectus urbis Romae) 374–375
- Flavius Caesarius, römischer Politiker; Konsul 397
- Heiliger Caesarius von Arles († 542)
- ein Bischof von Clermont (627), siehe Liste der Bischöfe von Clermont
- ein Erzbischof von Neapel (635 bis 639), siehe Liste der Erzbischöfe von Neapel
- Caesarius (Heermeister), oströmischer Heermeister und patricius (7. Jahrhundert)
- der Franziskanerprovinzial Cäsarius von Speyer († 1239)
- der Zisterzienser und geistliche Schriftsteller Caesarius von Heisterbach († 1240)
- der Benediktinerabt Caesarius von Milendonk (13. Jahrhundert)

## Familienname
- der Humanist Johannes Caesarius (um 1468–1550)